# Phyllopodopsyllus minor
Phyllopodopsyllus minor är en kräftdjursart som först beskrevs av Thompson och Scott 1903.  Phyllopodopsyllus minor ingår i släktet Phyllopodopsyllus och familjen Tetragonicipitidae. Inga underarter finns listade i Catalogue of Life.